# Johan Gottfrid Wibelius
Johan Gottfrid Wibelius, född 18 december 1830, död 12 december 1910, var en svensk häradsskrivare.
Wibelius var häradsskrivare i Norrsysslets fögderi från 1871. Wibelius var med och grundade Orphei Drängar den 30 oktober 1853. Han blev riddare av Vasaorden 1894.